# Terence Wynn
Terence "Terry" Wynn (n. 27 iunie 1946) este un om politic britanic, membru al Parlamentului European în perioadele 1989-1994, 1994-1999, 1999-2004 si 2004-2006 din partea Regatului Unit.
1. 1 2 3 4  Deputații în Parlamentul European